# Enlinia taeniocaudata
Enlinia taeniocaudata är en tvåvingeart som beskrevs av Robinson och Arnaud 1970. Enlinia taeniocaudata ingår i släktet Enlinia och familjen styltflugor.
Artens utbredningsområde är British Columbia. Inga underarter finns listade i Catalogue of Life.